# Parasteatoda lunata
Parasteatoda lunata là một loài nhện trong họ Theridiidae.
Loài này thuộc chi Parasteatoda. Parasteatoda lunata được Carl Alexander Clerck miêu tả năm 1757.

## Hình ảnh

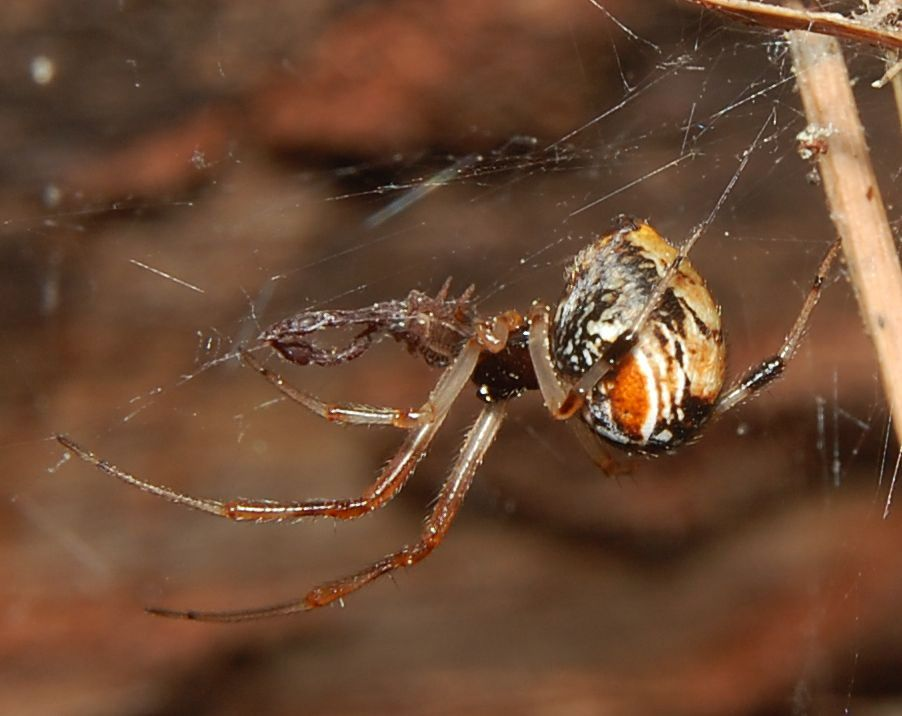